# Rip It Up (Little Richard)
Rip It Up è una canzone di Little Richard composta da John Marascalco e Robert Blackwell. Pubblicata sul 45 giri Rip It Up/Ready Teddy  nel giugno 1956, raggiunse la prima posizione della classifica R&B di Billboard ed il diciassettesimo sulla Hot 100. Pochissimo tempo, il 6 agosto dello stesso anno, uscì anche la versione di Bill Haley & His Comets, che arrivò alla 25ª posizione di Billboard Hot 100.

## Altrecovers

### I Beatles
Il 26 gennaio 1969, durante le Get Back sessions, i Beatles eseguirono un medley di vecchi brani rock 'n' roll; tra i tanti, compaiono Great Balls of Fire, Twist and Shout e You've Really Got a Hold on Me. Dalla sessions, vennero estratti tre brani (Rip It Up, Shake, Rattle and Roll di Big Joe Turner e Blue Suede Shoes di Carl Perkins), che vennero uniti in un medley e pubblicati sull'Anthology 3 del 1996.

#### Formazione
- John Lennon: voce, basso elettrico
- Paul McCartney: voce, pianoforte
- George Harrison: chitarra solista
- Ringo Starr: batteria[4]

### John Lennon
John Lennon, da solista, incluse Rip It Up, in un medley assieme a Ready Teddy, sul suo album di covers R&R John Lennon - Rock 'n' Roll del 1975. Ambedue le canzoni erano di Little Richard, e, fra i tanti, la prima era stata registrata anche da Tony Sheridan. Nel brano What You Got del disco precedente, Walls and Bridges (1974), era stata citata Rip It Up. Una versione, pubblicata sulla John Lennon Anthology, contiene un mixaggio leggermente differente; il medley è apparso anche su Wonsaponatime.

#### Formazione
- John Lennon: voce, chitarra elettrica
- Jesse Ed Davis: chitarra elettrica
- Eddie Mottau: chitarra acustica
- Klaus Voormann: basso elettrico
- Ken Ascher: pianoforte
- Joseph Temperley: sassofono
- Frank Vicari: sassono
- Dennis Morouse: sassofono tenore
- Jim Keltner: batteria
- Arthur Jenkins: percussioni[5]

### Altre
- Elvis Presley - 1956
- The Everly Brothers - 1958
- Chuck Berry - 1961
- Gene Vincent - 1963
- Buddy Holly - 1964
- The Scorpions - 1964
- Gerry and the Pacemakers - 1965
- Billy "Crash" Craddock - 1978
- The Zombies - 1985
- Elvis Presley, Jerry Lee Lewis & Carl Perkins - 1990
- Cliff Richard & The Drifters - 2010
- Cliff Richard - 2013[1]